# Shirō Kikuhara
Shirō Kikuhara (jap. 菊原 志郎, Kikuhara Shirō; * 7. Juli 1969 in der Präfektur Kanagawa) ist ein ehemaliger japanischer Fußballspieler.

## Nationalmannschaft
1990 debütierte Kikuhara für die japanische Fußballnationalmannschaft. Kikuhara bestritt fünf Länderspiele. Mit der japanischen Nationalmannschaft qualifizierte er sich für die Asienspiele 1990.

## Errungene Titel
- J. League: 1986/87, 1990/91, 1991/92, 1993
- Kaiserpokal: 1986, 1987, 1996
- J. League Cup: 1992, 1993